# Perth Heat
Perth Heat ist ein professionelles Baseballteam aus der australischen Stadt Perth. Mit vier Meistertiteln ist das Team Rekordmeister der Australian Baseball League. Seit der Privatisierung des Franchise im Vorfeld der ABL-Saison 2018/19 sind der Rundfunksprecher Christian Galopolous, der einheimische Geschäftsmann Rory Vassallo und Eileen Bond – die ehemalige Ehefrau des verstorbenen australischen Unternehmers Alan Bond – die neuen Haupteigentümer der Teams.

## Geschichte
Perth Heat wurde im Jahr 2010 als eines von sechs Gründungsteams der neu aufgelegten Australian Baseball League gegründet. Bereits in der vorangegangenen originalen Australian Baseball League (1989–99) und in der Zeit von 2005 bis 2009 existierte das Team unter demselben Namen. Seit der Neugründung der Australian Baseball League gewann Perth Heat vier Meisterschaften in den Saisons 2010/11, 2011/12, 2013/14 und 2014/15 und ist damit Rekordmeister, gefolgt von den Brisbane Bandits mit drei Titeln. Seit der Expansion der Liga auf acht Teams im Vorfeld der ABL-Saison 2018/19 und der damit einhergehenden Aufteilung in zwei Divisionen gehört Perth Heat der Southwest Division an.

## Aktueller Kader

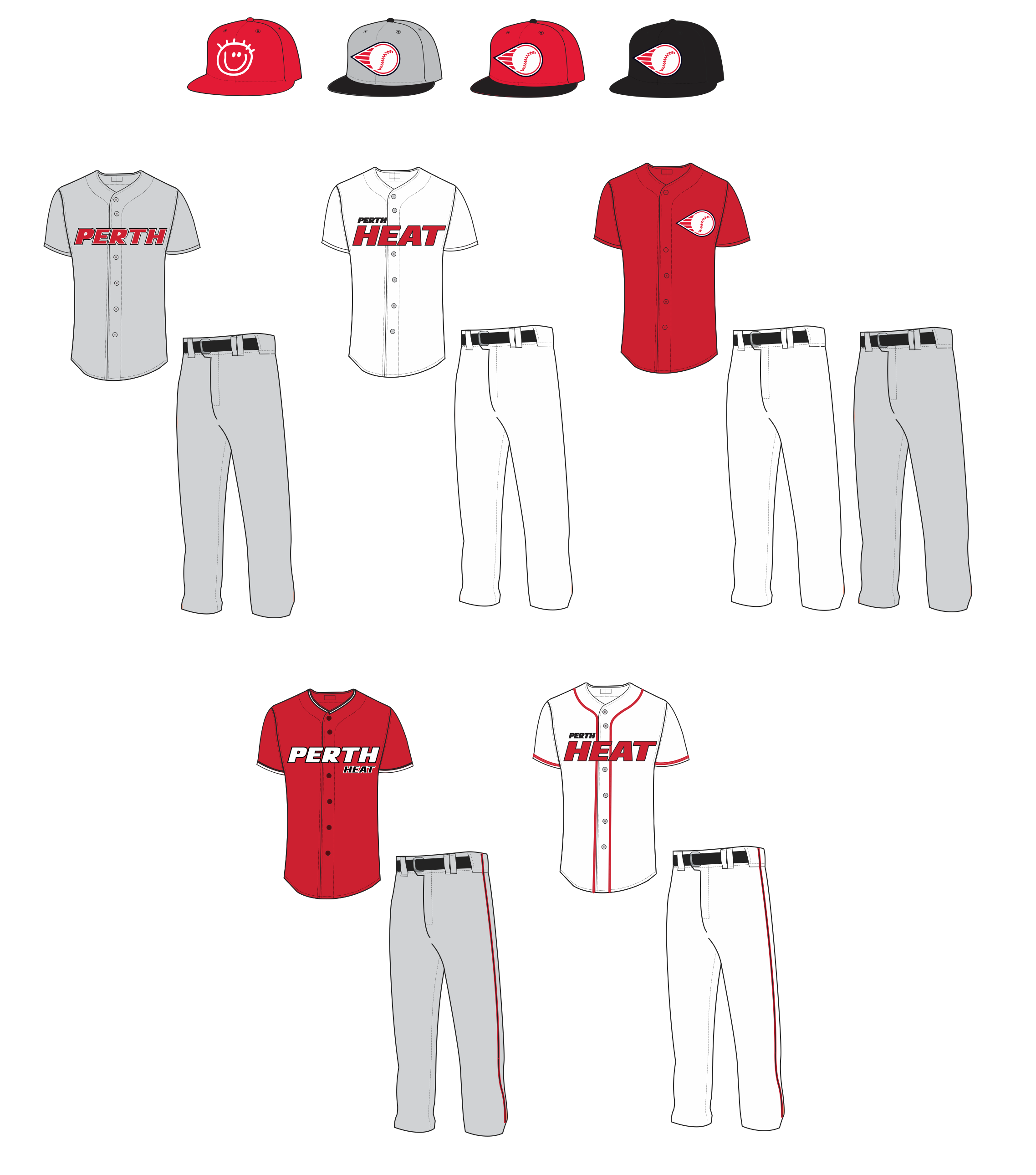
Trikots und Caps

## Zuschauerzahlen
Nachfolgend sind die Zuschauerzahlen bei Spielen von Perth Heat seit der Neugründung der Australian Baseball League im Jahr 2010 dargestellt.
| Saison  | Zuschauer gesamt | Zuschauer pro Spiel |
| ------- | ---------------- | ------------------- |
| 2010/11 | 19.350           | 1.138               |
| 2011/12 | 24.299           | 1.157               |
| 2012/13 | 29.803           | 1.419               |
| 2013/14 | 33.539           | 1.597               |
| 2014/15 | 32.571           | 1.357               |
| 2015/16 | 27.144           | 1.044               |
| 2016/17 | 19.211           | 1.372               |
| 2017/18 | 22.881           | 1.144               |